# Liste des cimetières militaires allemands en France
Les cimetières militaires allemands en France sont un ensemble de cimetières militaires localisés en France où reposent des soldats de l'armée allemande.
Depuis 1919, le Volksbund Kriegsgräberfürsorge (VDK) ou Commission allemande des sépultures de guerre, est chargé de l'entretien des cimetières militaires allemands. Il gère et entretient aujourd'hui les cimetières des deux guerres mondiales. En 2020, le VDK entretenait 218 cimetières ou monuments allemands en France où sont rassemblés les corps de plus de 960 000 soldats allemands.

## Par département
Les listes des cimetières allemands en France ne prennent pas en compte les soldats allemands enterrés dans un cimetière de la Commonwealth War Graves Commission (près de 17 000 tombes allemandes).

### Ain
| Nom                                     | Commune | Géolocalisation                   | Nombre de personnes inhumées | Conflit                 | Illustration |
| --------------------------------------- | ------- | --------------------------------- | ---------------------------- | ----------------------- | ------------ |
| Cimetière militaire allemand de Dagneux | Dagneux | 45° 50′ 08,66″ N, 5° 04′ 05,59″ E | 19920                        | Seconde Guerre mondiale |              |

### Aisne
Environ 147 980 soldats allemands sont enterrés dans 26 cimetières militaires allemands.
| Nom                                                  | Commune               | Géolocalisation             | Nombre de personnes inhumées | Conflit | Illustration |
| ---------------------------------------------------- | --------------------- | --------------------------- | ---------------------------- | ------- | ------------ |
| Cimetière militaire allemand de Sissonne             | Sissonne              | 49° 34′ 56″ N, 3° 55′ 15″ E | 14694                        |         |              |
| Cimetière militaire allemand de Montaigu I           | Montaigu              | 49° 32′ 27″ N, 3° 49′ 28″ E | 7193                         |         |              |
| Cimetière militaire allemand de Montaigu II          | Montaigu              | 49° 32′ 27″ N, 3° 49′ 28″ E | 632                          |         |              |
| Cimetière militaire allemand de Veslud               | Veslud                | 49° 31′ 58″ N, 3° 44′ 02″ E | 1704                         |         |              |
| Cimetière militaire allemand de Cerny-en-Laonnois    | Cerny-en-Laonnois     | 49° 26′ 30″ N, 3° 39′ 52″ E | 7546                         |         |              |
| Cimetière militaire allemand de Soupir               | Soupir                | 49° 24′ 03″ N, 3° 35′ 49″ E | 11100                        |         |              |
| Cimetière militaire allemand de Loupeigne            | Loupeigne             | 49° 14′ 42″ N, 3° 32′ 38″ E | 478                          |         |              |
| Cimetière militaire allemand de Belleau              | Belleau               | 49° 04′ 59″ N, 3° 17′ 00″ E | 8633                         |         |              |
| Cimetière militaire allemand de Parcy-et-Tigny       | Parcy-et-Tigny        | 49° 15′ 51″ N, 3° 20′ 55″ E | 4256                         |         |              |
| Cimetière militaire allemand de Vauxbuin             | Vauxbuin              | 49° 20′ 56″ N, 3° 16′ 36″ E | 9242                         |         |              |
| Cimetière militaire allemand de Fort-de-Malmaison    | La Malmaison          | 49° 27′ 33″ N, 3° 31′ 27″ E | 11841                        |         |              |
| Cimetière militaire allemand de Mons-en-Laonnois     | Mons-en-Laonnois      | 49° 32′ 33″ N, 3° 33′ 58″ E | 5003                         |         |              |
| Cimetière militaire allemand de Laon-Bousson         | Laon                  | 49° 33′ 06″ N, 3° 36′ 59″ E | 2679                         |         |              |
| Cimetière militaire allemand du Champ de manœuvre    | Laon                  | 49° 33′ 32″ N, 3° 35′ 05″ E | 3487                         |         |              |
| Cimetière militaire allemand de Fourdrain            | Fourdrain             | 49° 36′ 36″ N, 3° 28′ 04″ E | 1907                         |         |              |
| Cimetière militaire allemand de Crécy-au-Mont        | Crécy-au-Mont         | 49° 29′ 16″ N, 3° 18′ 40″ E | 1865                         |         |              |
| Cimetière militaire allemand de Champs               | Champs                | 49° 32′ 57″ N, 3° 14′ 58″ E | 2568                         |         |              |
| Cimetière militaire allemand de Chauny               | Chauny                | 49° 37′ 13″ N, 3° 13′ 17″ E | 1703                         |         |              |
| Cimetière militaire allemand de Viry-Noureuil        | Viry-Noureuil         | 49° 39′ 25″ N, 3° 14′ 34″ E | 1613                         |         |              |
| Cimetière militaire allemand de St.-Quentin          | Saint-Quentin         | 49° 50′ 55″ N, 3° 15′ 44″ E | 8229                         |         |              |
| Cimetière militaire allemand de Maissemy             | Maissemy              | 49° 54′ 30″ N, 3° 11′ 25″ E | 30481                        |         |              |
| Cimetière militaire allemand d'Origny-Sainte-Benoite | Origny-Sainte-Benoite | 49° 49′ 58″ N, 3° 30′ 08″ E | 3942                         |         |              |
| Cimetière militaire allemand de Mennevret            | Mennevret             | 49° 58′ 57″ N, 3° 33′ 12″ E | 2820                         |         |              |
| Cimetière militaire allemand de Flavigny-le-Petit    | Flavigny-le-Petit     | 49° 52′ 34″ N, 3° 37′ 42″ E | 2336                         |         |              |
| Cimetière militaire allemand de Le Sourd             | Le Sourd              | 49° 51′ 21″ N, 3° 44′ 03″ E | 727                          |         |              |
| Cimetière militaire allemand de Hirson               | Hirson                | 49° 55′ 45″ N, 4° 04′ 20″ E | 1301                         |         |              |

### Ardennes
| Nom                                                         | Commune                     | Géolocalisation             | Nombre de personnes inhumées | Conflit | Illustration |
| ----------------------------------------------------------- | --------------------------- | --------------------------- | ---------------------------- | ------- | ------------ |
| Cimetière militaire allemand de Noyers-Pont-Maugis          | Noyers-Pont-Maugis          | 49° 39′ 41″ N, 4° 55′ 41″ E | 27843                        |         |              |
| Cimetière militaire allemand de Buzancy                     | Buzancy                     | 49° 25′ 05″ N, 4° 58′ 15″ E | 5923                         |         |              |
| Cimetière militaire allemand de Apremont                    | Apremont                    | 49° 15′ 25″ N, 4° 58′ 06″ E | 1111                         |         |              |
| Cimetière militaire allemand de Séchault                    | Séchault                    | 49° 16′ 15″ N, 4° 44′ 44″ E | 6668                         |         |              |
| Cimetière militaire allemand de Monthois                    | Monthois                    | 49° 18′ 58″ N, 4° 42′ 39″ E | 3339                         |         |              |
| Cimetière militaire allemand de Chestres                    | Chestres                    | 49° 23′ 48″ N, 4° 43′ 34″ E | 1843                         |         |              |
| Cimetière militaire allemand de Vouziers                    | Vouziers                    | 49° 24′ 02″ N, 4° 41′ 49″ E | 4860                         |         |              |
| Cimetière militaire allemand de Orfeuil                     | Orfeuil                     | 49° 17′ 56″ N, 4° 35′ 24″ E | 3087                         |         |              |
| Cimetière militaire allemand de St.-Étienne-à-Arnes         | Saint-Étienne-à-Arnes       | 49° 18′ 49″ N, 4° 29′ 55″ E | 12541                        |         |              |
| Cimetière militaire allemand de Mont-St.-Rémy               | Mont-Saint-Remy             | 49° 23′ 45″ N, 4° 28′ 55″ E | 2972                         |         |              |
| Cimetière militaire allemand de La Neuville-en-Tourne-à-Fuy | La Neuville-en-Tourne-à-Fuy | 49° 20′ 57″ N, 4° 22′ 35″ E | 1965                         |         |              |
| Cimetière militaire allemand de Aussonce                    | Aussonce                    | 49° 21′ 11″ N, 4° 19′ 29″ E | 1400                         |         |              |
| Cimetière militaire allemand de Asfeld                      | Asfeld                      | 49° 27′ 58″ N, 4° 07′ 16″ E | 5386                         |         |              |

### Bouches-du-Rhône
| Nom                                       | Commune   | Géolocalisation                   | Nombre de personnes inhumées | Conflit | Illustration |
| ----------------------------------------- | --------- | --------------------------------- | ---------------------------- | ------- | ------------ |
| Cimetière militaire allemand de Marseille | Marseille | 43° 17′ 26,66″ N, 5° 25′ 00,11″ E | 342                          |         |              |

### Calvados
| Nom                                         | Commune     | Géolocalisation                   | Nombre de personnes inhumées | Conflit                 | Illustration |
| ------------------------------------------- | ----------- | --------------------------------- | ---------------------------- | ----------------------- | ------------ |
| Cimetière militaire allemand de La Cambe    | La Cambe    | 49° 20′ 36,54″ N, 1° 01′ 36,36″ O | 21245                        | Seconde Guerre mondiale |              |
| Cimetière militaire allemand de Saint-Désir | Saint-Désir | 49° 08′ 18,49″ N, 0° 09′ 47,19″ E | 3735                         | Seconde Guerre mondiale |              |

### Charente-Maritime
| Nom                                      | Commune  | Géolocalisation                     | Nombre de personnes inhumées | Conflit                 | Illustration |
| ---------------------------------------- | -------- | ----------------------------------- | ---------------------------- | ----------------------- | ------------ |
| Cimetière militaire allemand de Berneuil | Berneuil | 45° 40′ 47,924″ N, 0° 36′ 25,945″ O | 8342                         | Seconde Guerre mondiale |              |

### Corse
| Nom                                    | Commune | Géolocalisation                   | Nombre de personnes inhumées | Conflit                 | Illustration |
| -------------------------------------- | ------- | --------------------------------- | ---------------------------- | ----------------------- | ------------ |
| Cimetière militaire allemand de Bastia | Bastia  | 42° 40′ 11,61″ N, 9° 26′ 21,51″ E | 839                          | Seconde Guerre mondiale |              |

### Côte d'Armor
| Nom                                      | Commune  | Géolocalisation | Nombre de personnes inhumées | Conflit                  | Illustration |
| ---------------------------------------- | -------- | --------------- | ---------------------------- | ------------------------ | ------------ |
| Cimetière militaire allemand de Tréguier | Tréguier |                 | 83                           | Première Guerre mondiale |              |

### Eure
| Nom                                                   | Commune   | Géolocalisation                   | Nombre de personnes inhumées | Conflit                 | Illustration |
| ----------------------------------------------------- | --------- | --------------------------------- | ---------------------------- | ----------------------- | ------------ |
| Cimetière militaire allemand de Champigny-Saint-André | Champigny | 48° 52′ 28,82″ N, 1° 16′ 30,38″ E | 19836                        | Seconde Guerre mondiale |              |

### Finistère
| Nom                                                 | Commune  | Géolocalisation                  | Nombre de personnes inhumées | Conflit                 | Illustration |
| --------------------------------------------------- | -------- | -------------------------------- | ---------------------------- | ----------------------- | ------------ |
| Cimetière militaire allemand de Ploudaniel-Lesneven | Lesneven | 48° 33′ 47,4″ N, 4° 17′ 57,58″ O | 5831                         | Seconde Guerre mondiale |              |

### Ille-et-Vilaine
| Nom                                    | Commune | Géolocalisation             | Nombre de personnes inhumées | Conflit                  | Illustration |
| -------------------------------------- | ------- | --------------------------- | ---------------------------- | ------------------------ | ------------ |
| Cimetière militaire allemand de Rennes | Rennes  | 48° 06′ 10″ N, 1° 38′ 57″ O | 95                           | Première Guerre mondiale |              |

### Landes
| Nom                                            | Commune        | Géolocalisation | Nombre de personnes inhumées | Conflit                  | Illustration |
| ---------------------------------------------- | -------------- | --------------- | ---------------------------- | ------------------------ | ------------ |
| Cimetière militaire allemand de Mont-de-Marsan | Mont-de-Marsan |                 | 258                          | Première Guerre mondiale |              |

### Loire-Atlantique
| Nom                                       | Commune   | Géolocalisation                   | Nombre de personnes inhumées | Conflit                 | Illustration |
| ----------------------------------------- | --------- | --------------------------------- | ---------------------------- | ----------------------- | ------------ |
| Cimetière militaire allemand de Pornichet | Pornichet | 47° 15′ 26,02″ N, 2° 19′ 10,82″ O | 4946                         | Seconde Guerre mondiale |              |

### Manche
| Nom                                      | Commune         | Géolocalisation                   | Nombre de personnes inhumées | Conflit                 | Illustration |
| ---------------------------------------- | --------------- | --------------------------------- | ---------------------------- | ----------------------- | ------------ |
| Mausolée du Mont d'Huisnes               | Huisnes-sur-Mer | 48° 36′ 56,51″ N, 1° 27′ 11,22″ O | 11956                        | Seconde Guerre mondiale |              |
| Cimetière militaire allemand de Marigny  | Marigny         | 49° 06′ 45,76″ N, 1° 14′ 10,26″ O | 11169                        | Seconde Guerre mondiale |              |
| Cimetière militaire allemand d'Orglandes | Orglandes       | 49° 25′ 31,18″ N, 1° 26′ 53,91″ O | 10152                        | Seconde Guerre mondiale |              |

### Marne
| Nom                                               | Commune                   | Géolocalisation                 | Nombre de personnes inhumées | Conflit | Illustration |
| ------------------------------------------------- | ------------------------- | ------------------------------- | ---------------------------- | ------- | ------------ |
| Cimetière militaire allemand de Loivre            | Loivre                    | 49° 21′ 59,2″ N, 3° 57′ 50,6″ E | 4154                         |         |              |
| Cimetière militaire allemand de Warmeriville      | Warmeriville              | 49° 21′ 09,4″ N, 4° 13′ 27,4″ E | 3141                         |         |              |
| Cimetière militaire allemand de Pontfaverger      | Pontfaverger              | 49° 17′ 42,4″ N, 4° 18′ 56,1″ E | 1610                         |         |              |
| Cimetière militaire allemand de Berru             | Berru                     | 49° 16′ 07,6″ N, 4° 08′ 02,9″ E | 17556                        |         |              |
| Cimetière militaire allemand de Bligny            | Bligny et Aubilly         | 49° 12′ 11,2″ N, 3° 51′ 50,1″ E | 4732                         |         |              |
| Cimetière militaire allemand d'Aubérive           | Aubérive                  | 49° 11′ 39,2″ N, 4° 22′ 05,9″ E | 5361                         |         |              |
| Cimetière militaire allemand de Souain            | Souain-Perthes-lès-Hurlus | 49° 11′ 20,5″ N, 4° 32′ 09,3″ E | 13790                        |         |              |
| Cimetière militaire allemand de Servon-Melzicourt | Servon-Melzicourt         | 49° 13′ 02,9″ N, 4° 50′ 59,5″ E | 8182                         |         |              |
| Cimetière militaire allemand de Marfaux           | Marfaux                   | 49° 09′ 52″ N, 3° 54′ 08,8″ E   | 2725                         |         |              |
| Cimetière militaire allemand de Dormans           | Dormans                   | 49° 04′ 39,4″ N, 3° 38′ 53″ E   | 1931                         |         |              |
| Cimetière militaire allemand de Connantre         | Connantre                 | 48° 44′ 10,7″ N, 3° 55′ 04,6″ E | 8931                         |         |              |

### Meurthe-et-Moselle
| Nom                                             | Commune                | Géolocalisation             | Nombre de personnes inhumées | Conflit                  | Illustration |
| ----------------------------------------------- | ---------------------- | --------------------------- | ---------------------------- | ------------------------ | ------------ |
| Cimetière militaire allemand d'Andilly          | Andilly                | 48° 45′ 17″ N, 5° 54′ 29″ E | 33123                        | Seconde Guerre mondiale  |              |
| Cimetière militaire allemand de Bouillonville   | Bouillonville          | 48° 56′ 33″ N, 5° 50′ 16″ E | 1368                         | Première Guerre mondiale |              |
| Cimetière militaire allemand de Thiaucourt      | Thiaucourt-Regniéville | 48° 56′ 45″ N, 5° 52′ 37″ E | 11685                        | Première Guerre mondiale |              |
| Cimetière militaire allemand de Pierrepont      | Pierrepont             | 49° 25′ 22″ N, 5° 42′ 15″ E | 3017                         | Première Guerre mondiale |              |
| Cimetière militaire allemand de Longuyon        | Longuyon               | 49° 27′ 04″ N, 5° 36′ 01″ E | 1748                         | Première Guerre mondiale |              |
| Cimetière militaire allemand de Noers-Grandmont | Longuyon               | 49° 25′ 41″ N, 5° 34′ 58″ E | 29                           | Première Guerre mondiale |              |
| Cimetière militaire allemand de Gerbéviller     | Gerbéviller            | 48° 29′ 50″ N, 6° 31′ 11″ E | 5462                         | Première Guerre mondiale |              |
| Cimetière militaire allemand de Reillon         | Reillon                | 48° 35′ 56″ N, 6° 45′ 04″ E | 5428                         | Première Guerre mondiale |              |
| Cimetière militaire allemand de Labry           | Labry                  | 49° 10′ 31″ N, 5° 52′ 50″ E | 1002                         | Première Guerre mondiale |              |

### Meuse
| Nom                                                        | Commune                      | Géolocalisation             | Nombre de personnes inhumées | Conflit                  | Illustration |
| ---------------------------------------------------------- | ---------------------------- | --------------------------- | ---------------------------- | ------------------------ | ------------ |
| Cimetière militaire allemand de Bouligny                   | Bouligny                     | 49° 17′ 31″ N, 5° 44′ 44″ E | 1439                         | Première Guerre mondiale |              |
| Cimetière militaire allemand d'Amel-sur-l'Etang            | Amel-sur-l'Etang             | 49° 16′ 09″ N, 5° 38′ 50″ E | 2284                         | Première Guerre mondiale |              |
| Cimetière militaire allemand de Hautecourt-lès-Broville    | Hautecourt-lès-Broville      | 49° 12′ 11″ N, 5° 33′ 45″ E | 7885                         | Première Guerre mondiale |              |
| Cimetière militaire allemand de Mangiennes                 | Mangiennes                   | 49° 21′ 14″ N, 5° 31′ 26″ E | 3589                         | Première Guerre mondiale |              |
| Cimetière militaire allemand de Romagne-sous-les-Cotes     | Romagne-sous-les-Cotes       | 49° 19′ 19″ N, 5° 28′ 28″ E | 2227                         | Première Guerre mondiale |              |
| Cimetière militaire allemand de Azannes I                  | Azannes-et-Soumazannes       | 49° 18′ 20″ N, 5° 28′ 27″ E | 817                          | Première Guerre mondiale |              |
| Cimetière militaire allemand de Azannes II                 | Azannes-et-Soumazannes       | 49° 18′ 21″ N, 5° 28′ 28″ E | 4750                         | Première Guerre mondiale |              |
| Cimetière militaire allemand de Ville-devant-Chaumont      | Ville-devant-Chaumont        | 49° 17′ 31″ N, 5° 25′ 27″ E | 1766                         | Première Guerre mondiale |              |
| Cimetière militaire allemand de Damvillers                 | Damvillers                   | 49° 20′ 58″ N, 5° 24′ 40″ E | 1113                         | Première Guerre mondiale |              |
| Cimetière militaire allemand de Peuvillers                 | Peuvillers                   | 49° 22′ 12″ N, 5° 23′ 42″ E | 967                          | Première Guerre mondiale |              |
| Cimetière militaire allemand de Lissey                     | Lissey                       | 49° 23′ 22″ N, 5° 22′ 23″ E | 822                          | Première Guerre mondiale |              |
| Cimetière militaire allemand de Montmédy                   | Montmédy                     | 49° 30′ 57″ N, 5° 22′ 27″ E | 2457                         | Première Guerre mondiale |              |
| Cimetière militaire allemand de Dun-sur-Meuse              | Dun-sur-Meuse                | 49° 23′ 02″ N, 5° 11′ 12″ E | 1664                         | Première Guerre mondiale |              |
| Cimetière militaire allemand de Liny-devant-Dun            | Liny-devant-Dun              | 49° 21′ 08″ N, 5° 11′ 48″ E | 449                          | Première Guerre mondiale |              |
| Cimetière militaire allemand de Brieulles-sur-Meuse        | Brieulles-sur-Meuse          | 49° 20′ 25″ N, 5° 10′ 50″ E | 11281                        | Première Guerre mondiale |              |
| Cimetière militaire allemand de Dannevoux                  | Dannevoux                    | 49° 18′ 38″ N, 5° 14′ 01″ E | 1402                         | Première Guerre mondiale |              |
| Cimetière militaire allemand de Consenvoye                 | Consenvoye                   | 49° 16′ 47″ N, 5° 17′ 41″ E | 11148                        | Première Guerre mondiale |              |
| Cimetière militaire allemand de Nantillois                 | Nantillois                   | 49° 19′ 06″ N, 5° 07′ 30″ E | 918                          | Première Guerre mondiale |              |
| Cimetière militaire allemand de Romagne-sous-Montfaucon    | Romagne-sous-Montfaucon      | 49° 20′ 02″ N, 5° 04′ 56″ E | 1415                         | Première Guerre mondiale |              |
| Cimetière militaire allemand de Épinonville                | Épinonville                  | 49° 17′ 03″ N, 5° 04′ 21″ E | 1126                         | Première Guerre mondiale |              |
| Cimetière militaire allemand de Cheppy                     | Cheppy                       | 49° 13′ 42″ N, 5° 04′ 18″ E | 6170                         | Première Guerre mondiale |              |
| Cimetière militaire allemand de Maizeray                   | Maizeray                     | 49° 06′ 13″ N, 5° 41′ 47″ E | 2876                         | Première Guerre mondiale |              |
| Cimetière militaire allemand de Harville                   | Harville                     | 49° 05′ 53″ N, 5° 43′ 38″ E | 494                          | Première Guerre mondiale |              |
| Cimetière militaire allemand de St. Maurice-sous-les-Côtes | Saint-Maurice-sous-les-Côtes | 49° 00′ 55″ N, 5° 41′ 07″ E | 1789                         | Première Guerre mondiale |              |
| Cimetière militaire allemand de Viéville-sous-les-Côtes    | Viéville-sous-les-Côtes      | 49° 00′ 12″ N, 5° 41′ 24″ E | 1179                         | Première Guerre mondiale |              |
| Cimetière militaire allemand de St.-Mihiel                 | Saint-Mihiel                 | 48° 52′ 39″ N, 5° 36′ 30″ E | 6046                         | Première Guerre mondiale |              |
| Cimetière militaire allemand de Merles-sur-Loison          | Merles-sur-Loison            | 49° 22′ 52″ N, 5° 28′ 40″ E | 1499                         | Première Guerre mondiale |              |

### Moselle
| Nom                                             | Commune     | Géolocalisation             | Nombre de personnes inhumées | Conflit                             | Illustration |
| ----------------------------------------------- | ----------- | --------------------------- | ---------------------------- | ----------------------------------- | ------------ |
| Cimetière militaire allemand de Féy             | Féy         | 49° 01′ 08″ N, 6° 05′ 47″ E | 2005                         | Première Guerre mondiale            |              |
| Cimetière militaire allemand de Morhange        | Morhange    | 48° 56′ 31″ N, 6° 39′ 50″ E | 4754                         |                                     |              |
| Cimetière militaire allemand de Metz Chambiere  | Metz        | 49° 07′ 55″ N, 6° 11′ 36″ E | 2056                         | Première et Seconde Guerre mondiale |              |
| Cimetière militaire allemand de Spicherer Höhen | Spicheren   | 49° 12′ 01″ N, 6° 58′ 01″ E | 110                          | Seconde Guerre mondiale             |              |
| Cimetière militaire allemand de Frémery         | Frémery     | 48° 55′ 01″ N, 6° 28′ 31″ E | 16                           | Seconde Guerre mondiale             |              |
| Cimetière militaire allemand de Bisping         | Bisping     | 48° 48′ 12″ N, 6° 53′ 05″ E | 598                          |                                     |              |
| Cimetière militaire allemand de Lagarde         | Lagarde     | 48° 41′ 30″ N, 6° 42′ 39″ E | 379                          |                                     |              |
| Cimetière militaire allemand de Avricourt       | Avricourt   | 48° 38′ 54″ N, 6° 48′ 32″ E | 568                          |                                     |              |
| Cimetière militaire allemand de Lafrimbolle     | Lafrimbolle | 48° 35′ 34″ N, 7° 00′ 52″ E | 2110                         |                                     |              |
| Cimetière militaire allemand de Walscheid       | Walscheid   | 48° 39′ 19″ N, 7° 09′ 38″ E | 364                          |                                     |              |

### Nièvre
| Nom                                    | Commune | Géolocalisation             | Nombre de personnes inhumées | Conflit                  | Illustration |
| -------------------------------------- | ------- | --------------------------- | ---------------------------- | ------------------------ | ------------ |
| Cimetière militaire allemand de Nevers | Nevers  | 46° 59′ 54″ N, 3° 09′ 56″ E | 117                          | Première Guerre mondiale |              |

### Nord
| Nom                                                       | Commune           | Géolocalisation                   | Nombre de personnes inhumées | Conflit | Illustration |
| --------------------------------------------------------- | ----------------- | --------------------------------- | ---------------------------- | ------- | ------------ |
| Cimetière militaire allemand de Zuydcoote                 | Zuydcoote         | 51° 03′ 31,22″ N, 2° 29′ 06,93″ E | 201                          |         |              |
| Cimetière militaire allemand de Halluin                   | Halluin           | 50° 46′ 50″ N, 3° 07′ 53″ E       | 1397                         |         |              |
| Cimetière militaire allemand de Bousbecque                | Bousbecque        | 50° 45′ 59″ N, 3° 04′ 41″ E       | 2330                         |         |              |
| Cimetière militaire allemand de Wervicq                   | Wervicq           | 50° 45′ 29,82″ N, 3° 02′ 32,14″ E | 2498                         |         |              |
| Cimetière militaire allemand de Quesnoy-sur-Deûle         | Quesnoy-sur-Deûle | 50° 42′ 50″ N, 3° 00′ 26″ E       | 1964                         |         |              |
| Cimetière militaire allemand de Wambrechies               | Wambrechies       | 50° 42′ 04,68″ N, 3° 01′ 20,74″ E | 2314                         |         |              |
| Cimetière militaire allemand de Verlinghem                | Verlinghem        | 50° 40′ 40″ N, 2° 59′ 32″ E       | 1157                         |         |              |
| Cimetière militaire allemand de Pont-de-Nieppe            | Pont-de-Nieppe    | 50° 42′ 01″ N, 2° 51′ 15″ E       | 790                          |         |              |
| Cimetière militaire allemand de Steenwerck                | Steenwerck        | 50° 41′ 57″ N, 2° 47′ 35″ E       | 2048                         |         |              |
| Cimetière militaire allemand de Lambersart                | Lambersart        | 50° 39′ 25,38″ N, 3° 01′ 11,88″ E | 5090                         |         |              |
| Cimetière militaire allemand de Beaucamps-Ligny           | Beaucamps-Ligny   | 50° 36′ 13″ N, 2° 55′ 07″ E       | 2628                         |         |              |
| Cimetière militaire allemand de Haubourdin                | Haubourdin        | 50° 36′ 16″ N, 2° 59′ 37″ E       | 1000                         |         |              |
| Cimetière militaire allemand de Lille                     | Lille             | 50° 36′ 42,36″ N, 3° 02′ 47,47″ E | 2888                         |         |              |
| Cimetière militaire allemand de Fournes-en-Weppes         | Fournes-en-Weppes | 50° 35′ 10″ N, 2° 53′ 25″ E       | 1807                         |         |              |
| Cimetière militaire allemand de Illies                    | Illies            | 50° 33′ 41,84″ N, 2° 50′ 10,14″ E | 2890                         |         |              |
| Cimetière militaire allemand de Wicres-Route de la Bassée | Wicres            | 50° 33′ 53,31″ N, 2° 50′ 57,96″ E | 584                          |         |              |
| Cimetière militaire allemand de Wicres Village            | Wicres            | 50° 34′ 12,79″ N, 2° 52′ 04,66″ E | 2824                         |         |              |
| Cimetière militaire allemand de Wavrin                    | Wavrin            | 50° 34′ 37″ N, 2° 56′ 40″ E       | 976                          |         |              |
| Cimetière militaire allemand de Salomé                    | Salomé            | 50° 32′ 13″ N, 2° 50′ 55″ E       | 2552                         |         |              |
| Cimetière militaire allemand de Seclin                    | Seclin            | 50° 33′ 18″ N, 3° 01′ 47″ E       | 1189                         |         |              |
| Cimetière militaire allemand de Billy-Berclau             | Billy-Berclau     | 50° 30′ 48″ N, 2° 51′ 18″ E       | 1683                         |         |              |
| Cimetière militaire allemand de Bauvin                    | Bauvin            | 50° 30′ 60″ N, 2° 53′ 38″ E       | 2211                         |         |              |
| Cimetière militaire allemand de Annoeullin                | Annoeullin        | 50° 31′ 25,15″ N, 2° 56′ 36,04″ E | 1627                         |         |              |
| Cimetière militaire allemand de Férin                     | Férin             | 50° 19′ 48″ N, 3° 04′ 21″ E       | 2141                         |         |              |
| Cimetière militaire allemand de Bouchain                  | Bouchain          | 50° 17′ 10,29″ N, 3° 18′ 37,64″ E | 1676                         |         |              |
| Cimetière militaire allemand de Cambrai                   | Cambrai           | 50° 10′ 43,79″ N, 3° 15′ 38,8″ E  | 10685                        |         |              |
| Cimetière militaire allemand de Selvigny                  | Selvigny          | 50° 04′ 31,1″ N, 3° 20′ 39,3″ E   | 3994                         |         |              |
| Cimetière militaire allemand de Le Cateau                 | Le Cateau         | 50° 06′ 38,27″ N, 3° 31′ 38,32″ E | 5522                         |         |              |
| Cimetière militaire allemand de Frasnoy                   | Frasnoy           | 50° 16′ 26″ N, 3° 39′ 21″ E       | 4477                         |         |              |
| Cimetière militaire allemand de Assevent                  | Frasnoy           | 50° 17′ 30″ N, 4° 01′ 06″ E       | 393                          |         |              |

### Oise
| Nom                                                         | Commune                     | Géolocalisation                   | Nombre de personnes inhumées | Conflit | Illustration |
| ----------------------------------------------------------- | --------------------------- | --------------------------------- | ---------------------------- | ------- | ------------ |
| Cimetière militaire allemand de Beauvais                    | Beauvais                    | 49° 26′ 59,38″ N, 2° 03′ 54,28″ E | 1597                         |         |              |
| Cimetière militaire allemand de Dompierre                   | Dompierre                   | 49° 35′ 09,39″ N, 2° 31′ 28,95″ E | 2227                         |         |              |
| Cimetière militaire allemand de Vignemont                   | Vignemont                   | 49° 30′ 19″ N, 2° 45′ 47″ E       | 5333                         |         |              |
| Cimetière militaire allemand de Lassigny                    | Lassigny                    | 49° 35′ 09″ N, 2° 51′ 01″ E       | 1777                         |         |              |
| Cimetière militaire allemand de Thiescourt                  | Thiescourt                  | 49° 34′ 09″ N, 2° 53′ 08″ E       | 1095                         |         |              |
| Cimetière militaire allemand de Moulin-sous-Touvent         | Moulin-sous-Touvent         | 49° 28′ 40,28″ N, 3° 04′ 11,78″ E | 1903                         |         |              |
| Cimetière militaire allemand de Nampcel                     | Nampcel                     | 49° 28′ 48″ N, 3° 05′ 01″ E       | 12504                        |         |              |
| Cimetière militaire allemand de La Neuville-en-Tourne-à-Fuy | La Neuville-en-Tourne-à-Fuy | 49° 29′ 40″ N, 3° 04′ 13″ E       | 1965                         |         |              |

### Pas-de-Calais
| Nom                                                  | Commune              | Géolocalisation                   | Nombre de personnes inhumées | Conflit | Illustration |
| ---------------------------------------------------- | -------------------- | --------------------------------- | ---------------------------- | ------- | ------------ |
| Cimetière militaire allemand de Calais               | Calais               | 50° 57′ 17,3″ N, 1° 50′ 04,2″ E   | 394                          |         |              |
| Cimetière militaire allemand de Laventie             | Lambersart           | 50° 36′ 55,99″ N, 2° 47′ 42,02″ E | 1978                         |         |              |
| Cimetière militaire allemand de Sailly-sur-la-Lys    | Sailly-sur-la-Lys    | 50° 39′ 38,9″ N, 2° 46′ 42,4″ E   | 5495                         |         |              |
| Cimetière militaire allemand de Meurchin             | Meurchin             | 50° 29′ 45″ N, 2° 53′ 21″ E       | 828                          |         |              |
| Cimetière militaire allemand de Carvin               | Carvin               | 50° 29′ 52″ N, 2° 57′ 10″ E       | 6113                         |         |              |
| Cimetière militaire allemand de Pont-à-Vendin        | Pont-à-Vendin        | 50° 28′ 38″ N, 2° 53′ 22″ E       | 779                          |         |              |
| Cimetière militaire allemand de Oignies              | Oignies              | 50° 28′ 14″ N, 2° 59′ 05″ E       | 743                          |         |              |
| Cimetière militaire allemand de Courrières           | Courrières           | 50° 27′ 24″ N, 2° 56′ 56″ E       | 2216                         |         |              |
| Cimetière militaire allemand de Dourges              | Dourges              | 50° 26′ 20,81″ N, 2° 59′ 18,35″ E | 2988                         |         |              |
| Cimetière militaire allemand de Lens-Sallaumines     | Sallaumines          | 50° 25′ 29″ N, 2° 50′ 37″ E       | 15646                        |         |              |
| Cimetière militaire allemand de Billy-Montigny       | Billy-Montigny       | 50° 24′ 58,5″ N, 2° 55′ 01,2″ E   | 2511                         |         |              |
| Cimetière militaire allemand de Neuville-Saint-Vaast | Neuville-Saint-Vaast | 50° 20′ 36,09″ N, 2° 45′ 07,88″ E | 44888                        |         |              |
| Cimetière militaire allemand de Saint-Laurent-Blangy | Saint-Laurent-Blangy | 50° 19′ 08″ N, 2° 48′ 59″ E       | 31939                        |         |              |
| Cimetière militaire allemand de Écourt-Saint-Quentin | Écourt-Saint-Quentin | 50° 15′ 08″ N, 3° 03′ 47″ E       | 1578                         |         |              |
| Cimetière militaire allemand de Rumaucourt           | Rumaucourt           | 50° 14′ 25″ N, 3° 03′ 38″ E       | 2618                         |         |              |
| Cimetière militaire allemand de Sapignies            | Sapignies            | 50° 07′ 58″ N, 2° 49′ 60″ E       | 1550                         |         |              |
| Cimetière militaire allemand de Achiet-le-Petit      | Achiet-le-Petit      | 50° 07′ 21″ N, 2° 45′ 25″ E       | 1314                         |         |              |
| Cimetière militaire allemand de Villers-au-Flos      | Villers-au-Flos      | 50° 04′ 57″ N, 2° 54′ 11″ E       | 2449                         |         |              |

### Bas-Rhin
| Nom                                                    | Commune               | Géolocalisation             | Nombre de personnes inhumées | Conflit                  | Illustration |
| ------------------------------------------------------ | --------------------- | --------------------------- | ---------------------------- | ------------------------ | ------------ |
| Cimetière militaire allemand de Strasbourg-Cronenbourg | Strasbourg            | 48° 35′ 24″ N, 7° 43′ 47″ E | 2790                         |                          |              |
| Cimetière militaire allemand de Saverne                | Saverne               | 48° 44′ 13″ N, 7° 22′ 41″ E | 310                          |                          |              |
| Cimetière militaire allemand de Niederbronn-les-Bains  | Niederbronn-les-Bains | 48° 56′ 52″ N, 7° 39′ 31″ E | 15458                        |                          |              |
| Cimetière militaire allemand de Woerth                 | Wœrth                 | 48° 56′ 19″ N, 7° 45′ 05″ E | 1278                         | Guerre franco-prussienne |              |
| Cimetière militaire allemand de La Broque              | La Broque             | 48° 28′ 09″ N, 7° 12′ 14″ E | 1933                         |                          |              |
| Cimetière militaire allemand de Thanvillé              | Thanvillé             | 48° 19′ 29″ N, 7° 21′ 12″ E | 645                          |                          |              |

### Haut-Rhin
| Nom                                                  | Commune                | Géolocalisation             | Nombre de personnes inhumées | Conflit                  | Illustration |
| ---------------------------------------------------- | ---------------------- | --------------------------- | ---------------------------- | ------------------------ | ------------ |
| Cimetière militaire allemand de Ste.-Marie-aux-Mines | Sainte-Marie-aux-Mines | 48° 14′ 48″ N, 7° 11′ 22″ E | 1172                         |                          |              |
| Cimetière militaire allemand de Bergheim             | Bergheim               | 48° 12′ 46″ N, 7° 21′ 14″ E | 5309                         |                          |              |
| Cimetière militaire allemand de Ammerschwihr         | Ammerschwihr           | 48° 06′ 10″ N, 7° 13′ 54″ E | 273                          |                          |              |
| Cimetière militaire allemand de Colmar               | Colmar                 | 48° 04′ 51″ N, 7° 21′ 37″ E | 866                          |                          |              |
| Cimetière militaire allemand de Hohrod               | Hohrod                 | 48° 04′ 44″ N, 7° 08′ 39″ E | 2460                         | Première Guerre mondiale |              |
| Cimetière militaire allemand de Breitenbach          | Breitenbach            | 48° 01′ 01″ N, 7° 05′ 51″ E | 3535                         |                          |              |
| Cimetière militaire allemand de Cernay               | Cernay                 | 47° 48′ 00″ N, 7° 10′ 09″ E | 8908                         |                          |              |
| Cimetière militaire allemand de Illfurth             | Illfurth               | 47° 40′ 24″ N, 7° 16′ 40″ E | 1964                         |                          |              |
| Tombe commune de Carspach                            | Carspach               | 47° 38′ 14″ N, 7° 12′ 43″ E | 21                           |                          |              |

### Sarthe
| Nom                                  | Commune | Géolocalisation                 | Nombre de personnes inhumées | Conflit | Illustration |
| ------------------------------------ | ------- | ------------------------------- | ---------------------------- | ------- | ------------ |
| Cimetière militaire allemand du Mans | Le Mans | 48° 01′ 16,4″ N, 0° 11′ 23,3″ E | 139                          |         |              |

### Seine-Maritime
| Nom                                                  | Commune  | Géolocalisation                   | Nombre de personnes inhumées | Conflit | Illustration |
| ---------------------------------------------------- | -------- | --------------------------------- | ---------------------------- | ------- | ------------ |
| Cimetière militaire allemand du Havre                | Le Havre | 49° 30′ 23″ N, 0° 08′ 08″ E       | 135                          |         |              |
| Cimetière militaire allemand de Rouen "Westfriedhof" | Rouen    | 49° 27′ 15″ N, 1° 04′ 02″ E       | 184                          |         |              |
| Cimetière militaire allemand de Rouen "Nordfriedhof" | Rouen    | 49° 26′ 52,69″ N, 1° 07′ 25,15″ E | 84                           |         |              |

### Seine-et-Marne
| Nom                                     | Commune | Géolocalisation                   | Nombre de personnes inhumées | Conflit                  | Illustration                                         |
| --------------------------------------- | ------- | --------------------------------- | ---------------------------- | ------------------------ | ---------------------------------------------------- |
| Cimetière militaire allemand de Solers  | Solers  | 48° 39′ 26,36″ N, 2° 42′ 35,55″ E | 2228                         |                          | Cimetière militaire allemand de Rouen "Westfriedhof" |
| Cimetière militaire allemand de Chambry | Chambry | 49.009113, 2.910720               | 998                          | Première guerre mondiale |                                                      |

### Yvelines
| Nom                                        | Commune    | Géolocalisation                  | Nombre de personnes inhumées | Conflit                                | Illustration |
| ------------------------------------------ | ---------- | -------------------------------- | ---------------------------- | -------------------------------------- | ------------ |
| Cimetière militaire allemand de Versailles | Versailles | 48° 47′ 25,3″ N, 2° 08′ 22,93″ E | 534                          | Première et deuxième guerres mondiales |              |

### Somme
| Nom                                                   | Commune               | Géolocalisation                  | Nombre de personnes inhumées | Conflit                  | Illustration |
| ----------------------------------------------------- | --------------------- | -------------------------------- | ---------------------------- | ------------------------ | ------------ |
| Cimetière militaire allemand de Béthencourt-sur-Somme | Béthencourt-sur-Somme | 49° 47′ 51,7″ N, 2° 57′ 43,1″ E  | 1242                         |                          |              |
| Cimetière militaire allemand de Montdidier            | Montdidier            | 49° 39′ 13″ N, 2° 34′ 29″ E      | 8051                         |                          |              |
| Cimetière militaire allemand de Manicourt             | Manicourt             | 49° 46′ 08,1″ N, 2° 52′ 08″ E    | 7326                         |                          |              |
| Cimetière militaire allemand de Muille-Villette       | Muille-Villette       | 49° 44′ 02″ N, 3° 04′ 11″ E      | 1534                         |                          |              |
| Cimetière militaire allemand de Morisel               | Morisel               | 49° 46′ 05″ N, 2° 28′ 14″ E      | 2640                         |                          |              |
| Cimetière militaire allemand de Caix                  | Caix                  | 49° 48′ 44″ N, 2° 39′ 00″ E      | 1264                         |                          |              |
| Cimetière militaire allemand de Vermandovillers       | Vermandovillers       | 49° 51′ 22″ N, 2° 46′ 54″ E      | 22655                        |                          |              |
| Cimetière militaire allemand de Rancourt              | Rancourt              | 49° 59′ 49,7″ N, 2° 54′ 19,48″ E | 11422                        |                          |              |
| Cimetière militaire allemand de Proyart               | Proyart               | 49° 53′ 34,5″ N, 2° 42′ 42,3″ E  | 4643                         |                          |              |
| Cimetière militaire allemand de Bray-sur-Somme        | Bray-sur-Somme        | 49° 56′ 27″ N, 2° 42′ 47″ E      | 1093                         |                          |              |
| Cimetière militaire allemand de Fricourt              | Fricourt              | 50° 00′ 15,5″ N, 2° 42′ 52,04″ E | 17031                        | Première Guerre mondiale |              |
| Cimetière militaire allemand de Bourdon               | Bourdon               | 49° 59′ 14,8″ N, 2° 05′ 00″ E    | 22216                        |                          |              |

### Vosges
| Nom                                           | Commune       | Géolocalisation             | Nombre de personnes inhumées | Conflit | Illustration |
| --------------------------------------------- | ------------- | --------------------------- | ---------------------------- | ------- | ------------ |
| Cimetière militaire allemand de Bertrimoutier | Bertrimoutier | 48° 16′ 01″ N, 7° 03′ 22″ E | 6749                         |         |              |
| Cimetière militaire allemand de Senones       | Senones       | 48° 23′ 33″ N, 6° 57′ 22″ E | 1492                         |         |              |